# Manfred Merkel (General)

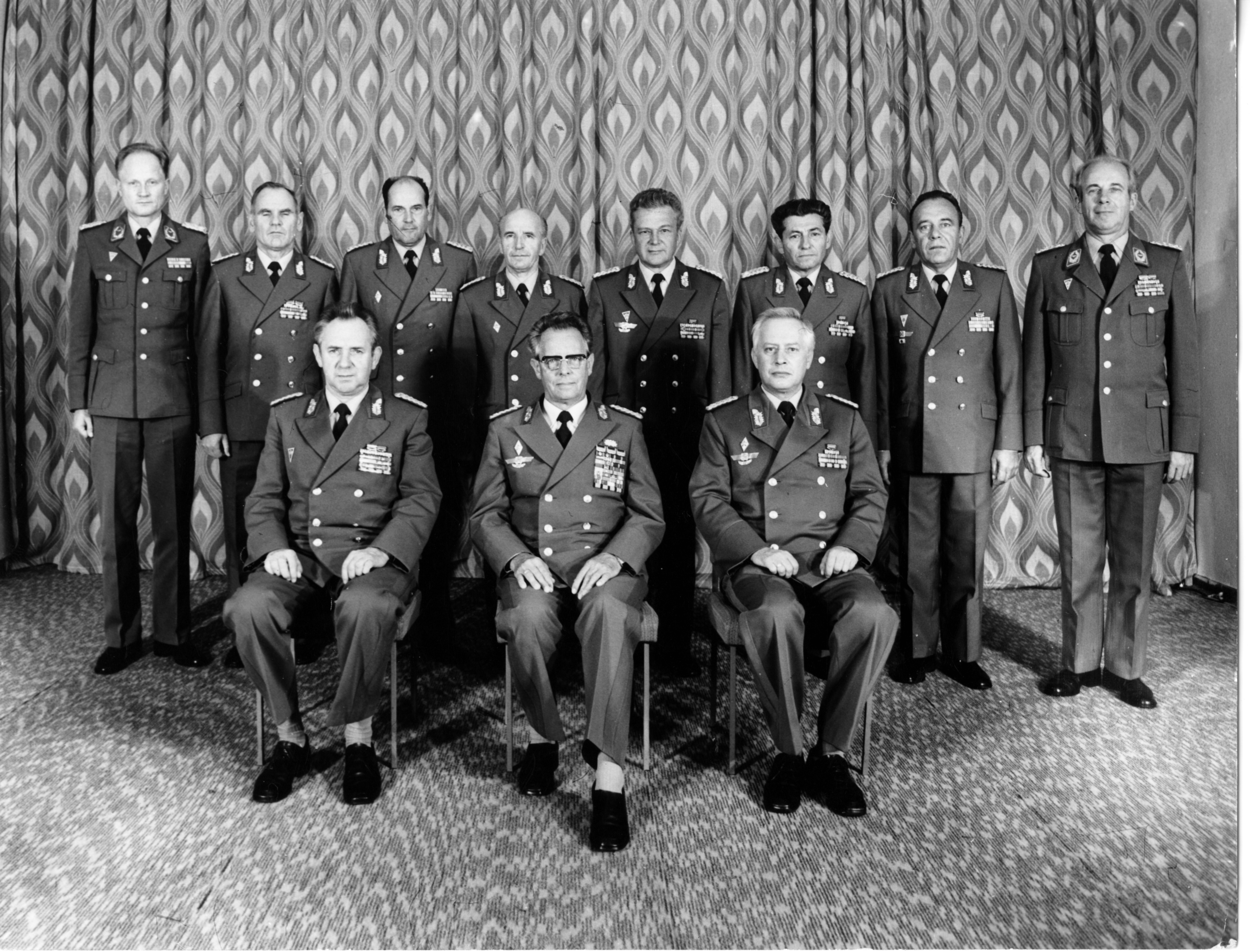
Manfred Merkel (stehend 6. v.l.) im Kreise des Militärrats Kommando LSK/LV im Jahre 1986.

Manfred Merkel (* 26. August 1933 in Pfaffengrün) ist ein ehemaliger Generalmajor der Nationalen Volksarmee der Deutschen Demokratischen Republik.

## Leben und Werdegang
Manfred Merkel wurde als Sohn eines Chemiemeisters in Pfaffengrün, Kreis Auerbach, geboren. Dort besuchte er die Schule bis zum Abitur und erlernte den Beruf eines Chemiefacharbeiters.

## Militärische Laufbahn

### Ausbildung und Verwendungen
Manfred Merkel trat am 5. September 1952 als Freiwilligenbewerber in die bewaffneten Organe der DDR ein und absolvierte einen Lehrgang als Fernmeldeoffizier. Im Anschluss war er bis 1955 in der Fernmeldekompanie des Aeroklubs Cottbus als Zugführer eingesetzt. 1956 wurde er Mitglied der SED. In der Folgezeit wurde er zum Radartechniker ausgebildet und war von 1956 bis 1957 Stationsleiter einer Radarstation im inzwischen formierten Nachrichten- und Flugsicherungsbataillon des JG-1 am Flugplatz Cottbus-Nord.
Von dort wurde Merkel zum Kommando LSK/LV nach Strausberg auf den Dienstposten Offizier Planung beim Chef Funktechnische Truppen versetzt. Im Anschluss wurde er von 1958 bis 1959 zum Studium an eine Militärakademie der Luftverteidigung in der Sowjetunion kommandiert. 
Nach der Rückkehr aus der Sowjetunion bekam Merkel eine Verwendung als Stellvertreter des Kommandeurs für Technik und Ausrüstung im damals neu aufgebauten Funktechnischen Regiment 2 der 3. LVD. Kurze Zeit später, im Jahre 1960, erfolgte seine erneute Versetzung zum Kommando LSK/LV. Dort wurde Merkel bis 1963 auf einen Oberoffizier-Dienstposten im Dezernat Führung/Gefechtsausbildung beim Chef Funktechnische Truppen eingesetzt.
Er wurde von 1963 bis 1966 zum Hochschulstudium an die Militärakademie „Friedrich Engels“ nach Dresden delegiert. Nach dem Studium ging Merkel wieder zum Kommando LSK/LV zurück und wurde Dezernatsleiter Gefechtseinsatz beim Chef Funktechnische Truppen. 1972 avancierte er zum Leiter der Abteilung Ausbildung / Stellvertreter Chef Funktechnische Truppen.

### Dienst als General
Im Jahre 1974 folgte seine Berufung als Chef Funktechnische Truppen im Kommando LSK/LV. Am 7. Oktober 1983 wurde Oberst Merkel zum Generalmajor ernannt.
| Vorgänger: OTL Hans Süß (19…–1974) | aktuelle Besetzung Oberst Manfred Merkel (1974–1988) | Nachfolger: Oberst Alfred Lehmann (1988–1990) |

Von 1988 bis 1990 folgte seine letzte Verwendung als Leiter Inspektionsbereich LSK/LV in der Verwaltung Inspektion des MfNV. Mit Außerdienststellung der NVA am 2. Oktober 1990 wurde Generalmajor Manfred Merkel entlassen.

## Orden, Ehrenzeichen und Auszeichnungen
- Vaterländischer Verdienstorden in Bronze
- Kampforden „Für Verdienste um Volk und Vaterland“ in Gold
- Verdienstmedaille der Nationalen Volksarmee in Gold